# 4761 Urrutia
A 4761 Urrutia (ideiglenes jelöléssel 1981 QC) a Naprendszer kisbolygóövében található aszteroida. Hans-Emil Schuster fedezte fel 1981. augusztus 27-én.